# Facultad de Derecho (Universidad de Oviedo)
La Facultad de Derecho de la Universidad de Oviedo es una de las facultades de dicha universidad, en la que se imparten el Grado en Derecho, la Doble titulación del Grado en Derecho con el Grado en Administración y Dirección de Empresas, el Máster de Abogacía y Procura y el Máster en Protección Jurídica de Colectivos Vulnerables. Tenía su sede en el edificio histórico de la Universidad hasta que fue trasladada a su nueva sede en el Campus del Cristo de Oviedo en el año 1989 por falta de espacio.
Se encuentra en las 300 mejores Facultades de Derecho del mundo de acuerdo con el ranking de Times Higher Education.
La Facultad es el germen mismo de la Universidad con la creación el 21 de septiembre de 1608 de las facultades de Cánones, Leyes y Teología que establecía el testamento de Fernando Valdés Salas.

## Estudios de la Facultad
- Grado en Derecho.
- PCEO Grado en Administración y Dirección de Empresas - Grado en Derecho.
- Grado en Criminología (a partir de septiembre de 2024).
- PCEO Grado en Derecho - Grado en Criminología (a partir de septiembre de 2024).
- Máster Universitario en Protección Jurídica de Personas y Grupos Vulnerables.
- Máster Universitario en Abogacía y Procura (a partir de septiembre de 2023).

## Decanos[1]
- Domingo Álvarez Arenas y Secades (1845-1852), Catedrático.[5]
- Juan Domingo de Aramburu y Arregui (1853-1881), Catedrático de Derecho Civil, Mercantil y Penal.[6]
- Carlos Fernández de Cuevas (1881-1883), Catedrático de Derecho Romano.[7]
- Matías Barrio y Mier (1883), Catedrático de Derecho Civil en Oviedo y de Historia del Derecho en Madrid.[8]
- Guillermo Estrada Villaverde (1884-1886), Catedrático de Disciplina Eclesiástica.[9]
- Félix Pío de Aramburu y Zuloaga (1886-1888), Catedrático de Derecho Penal.[10]
- Adolfo Álvarez Buylla (1889-1904), Catedrático de Economía Política y Hacienda Pública.[11]
- Fermín Canella y Secades (1904-1906), Catedrático de Derecho Civil.[12]
- Gerardo Berjano Escobar (1908-1919), Catedrático de Derecho Mercantil.[13]
- Rogelio Jove y Bravo (1919-1924), Catedrático de Derecho Administrativo.[14]
- Leopoldo García-Alas García-Argüelles (1924-1931), Catedrático de Derecho Civil.[15]
- Adolfo González Posada (Decano honorario -1931-), Catedrático de Derecho Político-Administrativo.[16]
- Isaac Galceran Cifuentes (1938-), Catedrático de Derecho Administrativo.[17]
- José María Serrano Suárez (1949-1941), Catedrático de Derecho Procesal.[18]
- Luis Sela Sampil (1951-1959 y 1968-1970), Catedrático de Derecho Internacional.[19]
- Pablo Beltrán de Heredia de Onís (1961-1965), Catedrático de Derecho Civil.[20]
- Ignacio de la Concha Martínez (1965-1968), Catedrático de Historia del Derecho.[21]
- Jose Luís de los Mozos y de los Mozos (1970), Catedrático de Derecho Civil.[22]
- Alfonso Prieto Prieto (1971), Catedrático de Derecho Canónico.
- Fernando Suárez González (1971-1972), Catedrático de Derecho del Trabajo.[23]
- Armando Torrent Ruiz (1974-1978), Catedrático de Derecho Romano.[24]
- José María González del Valle Cienfuegos-Jovellanos (1979-1981), Catedrático de Derecho Eclesiástico del Estado.
- José María Muñoz Martínez Planas (1981-1983), Catedrático del Derecho Mercantil).[25]
- Luis Ignacio Sánchez Rodríguez (1984-1986), Catedrático de Derecho Internacional Público.
- Justo García Sánchez (1986-1989 y 1992-1996), Catedrático de Derecho Romano.
- Arturo Merino Gutiérrez (1990-1992), Profesor Titular de Derecho Civil.
- Andrés Corsino Álvarez Cortina (1996-2000 y 2000-2004), Catedrático de Derecho Eclesiástico del Estado.
- Ramón Durán Rivacoba (2004-2008 y 2008-2012), Catedrático de Derecho Civil.
- Benjamín Rivaya (2012-2016), Profesor Titular del Filosofía del Derecho.
- José María Roca Martínez (2016 - febrero de 2020), Profesor Titular del Derecho Procesal.
- Javier Fernández Teruelo (febrero de 2020 - actualidad), Catedrático de Derecho Penal.

## Egresados de relevancia[26]
- Andrés Angel de la Vega Infanzón, diputado en las Cortes de Cádiz.[27]
- Juan Pérez Villamil y Paredes, político y ministro de hacienda.[28]
- Felipe Ignacio Canga Argüelles, consejero del Consejo Real de Castilla.[28]
- Pedro Inguanzo y Ribero, diputado en las Cortes de Cádiz.[28]
- Agustín José Argüelles Álvarez, ministro y presidente de las Cortes.[28]
- Pedro José Pidal, historiador y autor del Plan de Estudios de 1845.[28]
- Alejandro Mon y Menéndez, Presidente del Gobierno y Ministro de Hacienda en cuatro ocasiones.[28]
- José Maldonado González, presidente de la República en el exilio.[28]
- José Caveda y Nava, político e historiador.[27]
- José Posada Herrera, estadista.[27]
- Ramón Prieto Bances, ministro de instrucción pública.[27]
- María Luisa Castellanos González, escritora, periodista, sufragista y primera mujer en estudiar en la Facultad.[27]
- Leopoldo Alas <<Clarín>>, escritor y jurista español. Autor de La Regenta.
- Leopoldo García-Alas García-Argüelles, jurista, profesor universitario y político español. Llegó a ser rector de la universidad de Oviedo. Hijo del escritor Leopoldo Alas "Clarín", y miembro del Partido Republicano Radical Socialista, fue fusilado en 1937.[29]
- Aniceto Sela, jurista asturiano, rector de la Universidad de Oviedo, miembro del Grupo de Oviedo.
- Adolfo González-Posada y Biesca, jurista, sociólogo, traductor, escritor y político español vinculable al Regeneracionismo.
- Félix Pío de Aramburu y Zuloaga, importante penalista, senador y magistrado del Tribunal Supremo.
- Manuel Pedregal y Cañedo,  jurista, político y ministro de Hacienda durante la Primera República.
- Fermín Canella y Secades, escritor, catedrático, rector de la Universidad de Oviedo y cronista asturiano.
- Francisco Tuero Bertrand,  magistrado del Tribunal Supremo y presidente de la Junta Electoral Central entre 1981 y 1989, Presidente del RIDEA entre 1990 y 1996.
- Adolfo A. Buylla, sociólogo, pedagogo, jurista y catedrático español de influencia krausista. Fue miembro del Grupo de Oviedo.
- María Paz Andrés Sáenz de Santa María, jurista española, catedrática de Derecho Internacional Público y Relaciones Internacionales, secretaria del Consejo Social de la Universidad de Oviedo, Defensora Universitaria de la Universidad de Oviedo. Consejera del Consejo de Gobierno del Banco de España por nombramiento del Gobierno de España hasta que tomó posesión como Consejera Permanente y Presidenta de la Sección Tercera del Consejo de Estado. Dos veces candidata al rectorado.
- Ignacio Villaverde Menéndez, jurista español, catedrático de Derecho Constitucional, Secretario General, Vicerrector de Relaciones Institucionales y secretario del Consejo Social de la Universidad de Oviedo.
- Mariano Abad Fernández, jurista español, catedrático de Hacienda Pública y de Derecho Tributario. Catedrático Jean Monnet ad personam de la Universidad de Oviedo.[30]